# دی هاویلند هرون
دی هاویلند هرون (به انگلیسی: de Havilland Heron) یک هواگرد، چهار موتوره پیستونی ساخت شرکت بریتانیایی دی هاویلند بود که اولین پروازش را در ۱۰ مه ۱۹۵۰ انجام داد. این هواپیما نمونه توسعه یافته از هواپیمای دی هاویلند داو است که دارای بدنه کشیده‌تر و دو موتور بیشتر بود.